# Корочкин, Пётр Георгиевич
Пётр Георгиевич Ко́рочкин (12 февраля 1920 года — 28 августа 1944 года) — советский военнослужащий, участник Великой Отечественной войны, командир 3-го дивизиона 139-го гвардейского артиллерийского полка (69-я гвардейская стрелковая дивизия, 52-я армия, 2-й Украинский фронт), гвардии капитан, Герой Советского Союза.

## Биография
Пётр Георгиевич Корочкин родился 12 февраля 1920 г. в с. Байкибашево Караидельского района Башкирской АССР.
Русский. Окончил Бирскую среднюю школу и два курса Уфимского педагогического института. Член КПСС с 1942 г. Призван в Красную Армию Ишимбайским райвоенкоматом в 1939 году.
Участник Великой Отечественной войны с июня 1941 году. Окончил Московское артиллерийское училище. Воевал на Западном, Сталинградском, Донском, 2-м Украинском фронтах. Был ранен.
Командир дивизиона 139-го гвардейского артиллерийского полка (69-я гвардейская стрелковая дивизия, 52-я армия, 2-й Украинский фронт) гвардии капитан П. Г. Корочкин отличился в боях Ясско-Кишиневской операции.
Погиб 28 августа 1944 года. Похоронен в г. Васлуй (Румыния).

## Подвиг
20 августа 1944 г. сильный огонь вражеской артиллерии и минометов остановил продвижение наших стрелковых подразделений. П. Г. Корочкин скрытно выдвинул две батареи на прямую наводку и уничтожил вражеские орудия и минометы, чем обеспечил захват господствующей высоты.
28 августа в тяжелом бою с пытавшимся выйти из окружения противником, когда кончились снаряды, П. Г. Корочкин поднял артиллеристов врукопашную и восстановил положение. В этом бою он погиб.
В последней схватке с врагом П. Г. Корочкин из своего автомата уничтожил 18 фашистов.
Указом Президиума Верховного Совета СССР от 24 марта 1945 года за образцовое выполнение заданий командования и проявленные мужество и героизм в боях с немецко-фашистскими захватчиками гвардии капитану Корочкину Петру Георгиевичу посмертно присвоено звание Героя Советского Союза.

## Награды
- Медаль «Золотая Звезда» Героя Советского Союза (24.03.1945)[1][3].
- Орден Ленина .
- Орден Красной Звезды (14.03.1944)[4].
- Медаль «За оборону Сталинграда».

## Память
- Именем Героя названа улица в г. Бирске.
- На зданиях школ в с. Байкибашево и в г. Бирске, где учился П. Г. Корочкин, установлены мемориальные доски.